# Sesamia inferens
Espèce
Sesamia inferens (la Noctuelle du riz, Noctuelle rose ou Foreur rose du riz) est une espèce de lépidoptères (papillons) de la famille des Noctuidae, originaire d'Asie.
Cette Noctuelle est un ravageur phytophage inféodé aux plantes de la famille des Poaceae (graminées). Le riz est son hôte principal, mais il attaque également de nombreuses autres espèces dont plusieurs de grande importance économique comme la plupart des céréales (blé, orge, maïs, sorgho) et la canne à sucre.
Les dégâts sont dus aux chenilles qui se développent dans les tiges, causant le flétrissement des panicules et le symptôme du « cœur mort » (destruction du point de végétation).

## Description

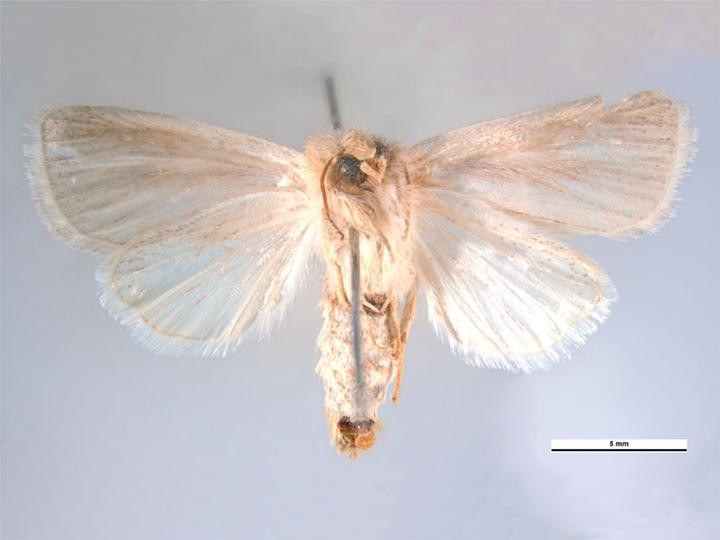
Imago, vue ventrale.

L'imago est un papillon de  7 à 14 mm de long, avec la tête, le thorax les ailes antérieures brun jaunâtre clair et les ailes postérieures et l'abdomen blanc jaunâtre. L'envergure peut atteindre 28 mm chez le mâle et 35 mm chez la femelle.
Les larves sont des chenilles de 30 à 32 mm de long au corps rose pourpre sur le dos et blanchâtre sur le ventre, portant des spiracles sombres.

## Biologie

### Cycle biologique
Les femelles pondent leurs œufs, par groupe de 30 à 100, sous les gaines foliaires.
L'éclosion se produit dans un délai d'une à trois semaines, selon la saison (5 à 7 jours en été, jusqu'à 20 jours en hiver).
Les jeunes larves se nourrissent d'abord de la gaine foliaire avant de pénétrer dans la tige. Leur développement dure de quatre à dix semaines.
À maturité, elles se nymphosent dans leur galerie après avoir creusé dans la tige un trou, parfois obturé de frass, pour la sortie de l'imago.
Les adultes ont une durée de vie courte, l'accouplement et la ponte interviennent très tôt après leur émergence.  

### Plantes hôtes
Les plantes hôtes de Sesamia inferens appartiennent essentiellement à la famille des Poaceae. Parmi les espèces recensées figurent notamment, outre le riz (Oryza sativa) : Avena sativa (avoine), Coix lacryma-jobi (larme-de-Job), Cymbopogon citratus (citronnelle de l'Inde), Echinochloa crus-galli (panic pied-de-coq), Eleusine coracana (mil rouge), Hordeum vulgare (orge), Miscanthus sinensis (herbe à éléphant), Panicum maximum (herbe de Guinée), Pennisetum glaucum (mil), Phragmites australis (Roseau commun), Saccharum officinarum (canne à sucre), Setaria italica (millet des oiseaux), Sorghum bicolor (sorgho), Triticum aestivum (blé), Zea mays (maïs).

## Synonymes
- Leucania albiciliata Snellen, 1880
- Leucania inferens Walker, 1856
- Leucania proscripta Walker, 1856
- Nonagria albiciliata Snellen, 1880
- Nonagria gracilis Butler, 1880
- Nonagria inferens Walker
- Nonagria innocens Butler, 1881
- Sesamia albiciliata Snellen, 1880
- Sesamia tranquilaris Butler, 1880[4]

## Distribution
L'aire de répartition de Sesamia inferens s'étend en Asie, du sous-continent indien au Japon, à l'Asie du Sud-Est et à l'Australasie. Elle comprend notamment les pays suivants :  Birmanie, Cambodge, Sri Lanka, Chine, Inde, Indonésie, Japon, Corée, Malaisie, Pakistan, Philippines, Singapour, Taïwan, Thaïlande, Vietnam, Papouasie-Nouvelle-Guinée, îles Salomon.